# Azhar Kokshetau
El Azhar Kokshetau (en kazajo: Ажар футбол клубы, Ajar Fýtbol Klýby) fue un equipo de fútbol de Kazajistán que jugó en la Super Liga de Kazajistán, la primera división de fútbol en el país.

## Historia
Fue fundado en el año 1992 en la ciudad de Kokshetau luego de la disolución de la Unión Soviética y la independencia de Kazajistán con el nombre Zenit Kokshetau como uno de los equipos fundadores de la Super Liga de Kazajistán, temporada en la que terminaron en penúltimo lugar entre 24 equipos.
En la siguiente temporada cambia su nombre por el de Azhar Kokshetau terminando en el lugar 19 entre 25 equipos, y desaparece a inicios de 1994 por el poco aporte a futuro del club por los malos resultados.

## Temporadas
| Temporada | Liga       | Pos.         | J  | G  | E | P  | Goles   | Copa |
| --------- | ---------- | ------------ | -- | -- | - | -- | ------- | ---- |
| 1992      | 1          | 12 - Grupo B | 24 | 4  | 1 | 19 | 14 — 60 | 1/8  |
| 1992      | Zona 15-24 | 23           | 18 | 2  | 2 | 14 | 12 — 61 | 1/8  |
| 1993      | Grupo А    | 7            | 22 | 12 | 2 | 8  | 35 — 31 | 1/16 |
| 1993      | Zona 13-25 | 19           | 24 | 11 | 6 | 7  | 49 — 30 | 1/16 |